# شروود گلن، ویچیتا، کانزاس
شروود گلن (به انگلیسی: Sherwood Glen) یک منطقهٔ مسکونی در ایالات متحده آمریکا است که در ویچیتا، کانزاس واقع شده‌است. شروود گلن ۱٬۳۷۵ نفر جمعیت دارد و ۴۰۲٫۹۵ متر بالاتر از سطح دریا واقع شده‌است.